# Milorad Ulemek
Milorad Ulemek, detto Legija (legionario), (in serbo: Милорад Улемек; Belgrado, 18 marzo 1968) è un ex militare e criminale serbo, ex esponente delle forze speciali dell'esercito prima jugoslavo e poi serbo "Berretti rossi", del clan Zemun  durante le guerre jugoslave. Attualmente è detenuto in un carcere serbo in quanto ritenuto responsabile di vari omicidi politici, tra i quali spicca quello del Primo ministro serbo Zoran Đinđić, avvenuto nel 2003.

## Primi anni
Il padre Milan era un sottufficiale dell'Esercito popolare jugoslavo e la madre, Natalija, una casalinga. Ragazzo molto vivace, terminò un corso di formazione per meccanici e si laureò alla scuola per infermieri.

## Volontario nella Guardia serba
Ulemek si arruolò il 10 aprile 1986 nella Legione straniera francese prestando servizio con il 2º Reggimento straniero paracadutisti in Ciad, Angola, Iraq nel corso della guerra del Golfo del 1990-1991 e nella Guiana francese. Con lo scoppio delle guerre jugoslave ritornò in Serbia disertando dalla Legione il 18 marzo 1992.
Aderì al Guardia Volontaria serba, detta anche "Tigri di Arkan", un gruppo paramilitare, che prendeva il nome dal loro leader, Željko Ražnatović soprannominato "Arkan", che fu per molti anni un fedele seguace di Slobodan Milošević.
Ulemek fu dapprima un istruttore e poi fu promosso vice comandante della Guardia Volontaria, e combatté con “Arkan” in Croazia e Bosnia. Comandò una speciale unità nella Slavonia, chiamata  "Super Tigrovi" (Super Tigri), che operò nel 1994-1995 circa nella zona di Bihać.

## I Berretti rossi
Quando le “Tigri” furono sciolte, nel 1996, Ulemek aderì alle "Unità delle Operazioni speciali" della polizia segreta (JSO), meglio conosciute come "Berretti rossi". I “Berretti rossi” erano ufficialmente un'unità antiterrorismo e Ulemek ne divenne comandante nel 1999.
Egli fu sospettato come responsabile degli omicidi di quattro funzionari di Vuk Drašković appartenenti al "Movimento del Rinnovo serbo", deceduti in un incidente stradale nel 1999. Con la caduta del governo Milošević nel 2000,appoggiò Vojislav Koštunica e Zoran Đinđić, che erano i leader del partito di opposizione, sperando così che il nuovo governo, a sua volta, gli avrebbe lasciato la maggior parte dei privilegi acquisiti e non lo avrebbe perseguito o indagato.
Arrestato per l'omicidio di Ivan Stambolić, nel processo di primo grado celebrato nel 2005 a Belgrado, Milorad Ulemek “Legija” è stato condannato alla pena massima di 40 anni di reclusione, pena confermata successivamente dall'Alta corte serba nel maggio 2007 anche per l'omicidio del premier serbo Zoran Đinđić e del tentato omicidio di Vuk Drašković.